# 王振遠
王振遠（？—1647年），字爾猷，泉州府晉江縣人，明朝、南明軍事人物。

## 生平
王振遠是崇禎七年（1634年）武進士，擔任潮州參將。弘光元年（1645年）六月，黃海如攻打潮州，他跟隨黃海如。隆武元年（同年）九月，李班三包圍貴嶼，他和張浚、黃山打敗李班三。次年（1646年）二月，莊三權進攻潮陽、和平峽山，劉柱國命令王振遠、郭禎及諸生吳楷斬殺敵方將領。其時盜賊劉公顯、江龍、張禮出動搶掠，他帶兵四出行動，寇匪都收斂了。當初劉柱國任職惠潮巡撫，增加兵力，號稱四部，柱國離開後程峋繼任，增至八部，讓土官練克等八人帶領。三月，練克動亂圍城，揚言奉戴王振遠為將帥。他說：「這是敵方的離間計。」盡力作戰，練克遁逃，於是保全縣城。福建的下游守備李明率領水師攻打黃海如，途中棄械離開，不久百多人抵達潮州，埋伏在伏開元寺外，和應盜寇，計劃奪取縣城。王振遠聽從程峋和辜朝薦，設計斬之李明。清兵來到，以原官招降，他決絕，隱居弓州，次年去世。

## 引用
1. 1 2  錢海岳《南明史·卷四十九·列傳第二十五》：王振遠，字爾猷，晉江人。崇禎七年武進士。官潮州參將。弘光元年六月，黃海如攻潮州，振遠出奇走之。隆武元年九月，李班三圍貴嶼，與張浚、黃山破之。二年二月，莊三權攻潮陽、和平、峽山諸鄉。劉柱國命振遠、郭禎及諸生吳楷斬其渠。時羣盜劉公顯、江龍、張禮蠭起劫掠，振遠提兵四出，寇少遏。
2. ↑  錢海岳《南明史·卷四十九·列傳第二十五》：先柱國巡撫惠、潮，置將增兵，號曰四部。柱國去，程峋繼之，益為八部，以土弁練克等八人任之。至是三月，克倡亂圍城，揚言奉振遠為帥。振遠曰：「此寇用間也。」戰益力，寇遁，城得全。福建下游守備李明率水師會攻海如，中道棄械走，尋以百餘人抵潮州，伏開元寺外，與寇應，將襲謀城。振遠從峋、辜朝薦設計斬之。清兵至，以原官召，不起，隱弓州。二年，卒。